# Bejeweled 2
Bejeweled 2 es un videojuego de combinación de fichas, secuela de Bejeweled, desarrollado y publicado por PopCap Games. Bejeweled 2 Deluxe, al igual que todos los títulos de PopCap, está disponible para la Xbox 360 como descarga para Xbox Live Arcade y para PC (disponible también en CD). PopCap también lanzó una versión para iOS en 2008 y dos versiones en PlayStation Network: una para la PlayStation 3, publicada el 29 de enero de 2009 en Estados Unidos y el 14 de mayo de 2009 en Europa, y otra para PSP publicada solo en Estados Unidos el 29 de junio de 2010. En ese mismo mes, salió también una versión optimizada para iPad y otra para WiiWare, que no posee ninguno de los modos de juego secretos. 
Bejeweled 2 también cuenta con varios modos de juego secretos que se pueden desbloquear superando los niveles de Clásico, Puzzle, Acción e Infinito o Sin Fin..

## Jugabilidad
El objetivo del juego es intercambiar una joya con una adyacente para formar una cadena de tres o más joyas del mismo color. Cuando una cadena se crea, las joyas desaparecen, provocando que aleatoriamente caigan joyas desde la parte superior que tendrá para que las joyas se vayan emparejando. A veces, algunas joyas se combinan automáticamente al caer, a lo que se le denomina cascada.
Existen diferentes modos de juego disponibles, siendo algunos desbloqueables al alcanzar cierto nivel en los modos de juego iniciales.

### Clásico
En este modo de juego, (del cual se basan todos los juegos de Bejeweled) se necesitan combinar 3 o más joyas para llenar la barra inferior del tablero. Cuando la barra está completa, aparece el siguiente nivel. El juego termina cuando no quedan movimientos disponibles para combinar las joyas, ese es el fin de juego.

### Acción
En este modo de juego, la barra (utilizada en otros modos de juego para hacer notar el progreso en el nivel que se está jugando) aparece a la mitad, que lentamente va disminuyendo, dando al jugador un tiempo limitado para completar el nivel. En Acción, los valores para las partidas son mucho mayores. En este modo de juego hay movimientos ilimitados. El juego termina cuando la barra inferior se agota.

### Puzzle
Puzzle se compone de varios escenarios diferentes. Cada escenario es un planeta en el que aparecen cinco puzles que se pueden resolver en cualquier orden, mediante el uso de una cierta combinación de movimientos específica. Para avanzar al siguiente planeta, se deben resolver al menos cuatro de los cinco puzles del planeta actual. También hay varias gemas únicas, incluyendo bombas y rocas, e incluso hay un puzzle sin una sugerencia disponible.

### Sin fin
Sin fin es un modo de juego sin límite de tiempo y que nunca acaba en la versión de Bejeweled 2 Deluxe. El jugador puede hacer una partida a cualquier ritmo que desee, sin la preocupación de quedarse sin movimientos. Este modo está destinado a ser relajante para los principiantes. El nivel 280, ofrece un modo de juego adicional llamado "Finito". Finito no está disponible en la versión iPhone del juego.
Después de 2.200 horas de Endless durante un período de 3 años, Mike Leyde, obtuvo una puntuación de 2.147.483.647, superior a 2^31-1 como puntaje máximo programado, que volcó el marcador en valores negativos y blanqueó a la pantalla, lo que demuestra que incluso el modo Sin fin es limitado.

### Blitz
Esta versión sale originalmente como una aplicación para el iPhone y como un juego independiente para Facebook. El objetivo básico de Bejeweled Blitz es hacer el mayor puntaje posible en un minuto. En este juego aparecen de forma exclusiva los multiplicadores (gemas que multiplican por un factor el puntaje obtenido) y nuevas gemas especiales. Las gemas especiales que sobren una vez terminado el tiempo son activadas para aumentar el puntaje. Los puntajes pueden ser publicados por medio de Facebook.

## Modos secretos
En Bejeweled 2, varios modos de juego secretos pueden ser desbloqueados.

### Crepúsculo
Este modo se desbloquea al alcanzar el nivel 18 en Clásico. En este modo, la gravedad cambia con cada movimiento, alternando entre piedras preciosas que caen desde la parte superior, y luego desde la parte inferior. 

### Hyper
Este modo se desbloquea alcanzando el nivel 9 en Acción. Hyper es similar a  Acción, pero a una velocidad 4 veces más rápida. Sin embargo, la cascada continúa si un movimiento legal se encuentra dentro de medio segundo de la cascada de la anterior, incluso si las gemas se han asentado. 

### Cognito
Este modo se desbloquea al completar el modo Puzzle. Este modo es similar a Puzzle, pero se obtendrán puntos por cada puzzle resuelto exitosamente y de manera secuencial. Si se piden sugerencias, se penalizará con puntaje. 

### Finito
Este modo se desbloquea al alcanzar el nivel 281 en Sin fin. Es como Acción, sin embargo, hay piedras y bombas que se incorporan al tablero de juego y se ganarán puntos sólo con las gemas que son destruidos por una explosión o una reacción de Hipercubo. 

### Original
Este modo se desbloquea al pasar el puntero 8 veces por los modos de juego iniciales en el sentido de las agujas del reloj. Las Gemas de Poder o los Hipercubos son inexistentes en este modo, siendo la forma de jugar similar a la de su predecesor. Este modo tiene una característica "auto ahorrar", al igual que los otros modos de transporte, e incluso tiene su propio tablero. Sin embargo, si desea volver a introducir esta modalidad de juego, debe realizar la misma tarea que figura más arriba. En la versión para Windows Mobile no se tiene que pasar el dedo sobre los botones. En este caso aparece automáticamente en la pantalla del Menú Principal cuando el jugador alterna los cuatro o cinco modos adicionales usando el signo de interrogación.

## Gemas
Las gemas normales vienen en diferentes colores y formas. Hay también varios otros tipos diferentes de gemas. 
Gemas de Energía: Estas gemas parecen estar brillando. Cuando se combinan con gemas del mismo color, explotan, ganando más puntos, además de explotar las gemas cercanas. Estos se crean al juntar cuatro gemas en una línea, o gemas de cinco en dos líneas de intersección de tres (es decir, una cruz, una T, o una L). 
Hipercubos: Estos aparecen en coloridos vórtices. Cuando se toca con otra gema, todas las gemas de ese color en el tablero se destruyen. Los Hipercubos se forman cuando se unen cinco gemas en una línea. Se recomienda no juntar dos Hipercubos, ya que esto solo causará que ambos desaparezcan. 
Bombas: Las bombas son exclusivas para Puzzle y Finito. Estos tienen la apariencia de minas acuáticas con temporizadores en ellos que retroceden con cada movimiento. Cuando su cronómetro llega a 0, explotan destrozando todas las gemas que lo rodean. 
Rocas: Las rocas son exclusivas para Puzzle y Finito. Estos aparecen como miniaturas rocas, y sólo se pueden eliminar del tablero con HiperCubos o explosiones causadas por joyas de energía.

## Banda Sonora

### Lista de canciones
Todas las canciones escritas y compuestas por Peter Hajba, conocido por su apodo demoscene Skaven fueron compuestas mediante el uso del programa tracker para MS-DOS, Impulse Tracker.
- Título 1 = Autonomus = 1:53

- Título 2 = Bejeweled 2 Theme = 2:28

- Título 3 = Intro = 0:07

- Título 4 = Beyond the Network = 1:06

- Título 5 = The Journey Begins = 1:45

- Título 6 = Rain of Lights = 1:27

- Título 7 = LightStorm = 2:05

- Título 8 = Sea of Amorphity = 2:25

- Título 9 = Masked Intentions = 3:07

- Título 10 = Routinoid = 2:30

- Título 11 = Tunnel Society v2.0 = 4:10

- Título 12 = A New Beginning

note12 = Intro = 0:22
- Título 13 = Silent Conquest = 2:35

- Título 14 = Schein = 2:16

- Título 15 = Choose and Contemplate = 2:01

- Título 16 = Breathing Love = 2:37

- Título 17 = Jewels of Denial = 2:43